# Sobradinho II
Sobradinho II est une région administrative du District fédéral au Brésil.